# Mireia Ingla i Mas
Mireia Ingla i Mas (La Seu d'Urgell, 18 de juny de 1967) és una advocada i política catalana. Entre 2019 i 2023 fou alcaldessa de Sant Cugat del Vallès. Va estudiar Dret i està especialitzada en habitatge i família. És militant d'Esquerra Republicana de Catalunya. El 2019 va obtenir l'alcaldia de Sant Cugat del Vallès gràcies a un pacte signat amb el Partit dels Socialistes de Catalunya (PSC) i amb la CUP formant un Govern alternatiu a Junts Per Sant Cugat després de 32 anys.